# 弗朗西斯敦機場
弗朗西斯敦機場（英語：Francistown Airport）是一座位於波札那東部城市亦為舊首都之弗朗西斯敦的機場，其主要民航業務為波札那之國內線。

## 航空公司與目的地
| 航空公司   | 目的地             |
| ---------- | ------------------ |
| 波札那航空 | 加彭落、約翰尼斯堡 |